# 鏡の中のマヤ・デレン
『鏡の中のマヤ・デレン』（かがみのなかのマヤ・デレン、原題：Im Spiegel der Maya Deren）は、2002年のドキュメンタリー映画。

## 概要
芸術界に様々な功績を残した女性アーティストのマヤ・デレンの44年の生涯を紹介する。

## キャスト
- マヤ・デレン (アーカイブ映像)